# Relació senyal-soroll quantificació

Efecte del soroll en un senyal elèctric.

La relació senyal-soroll quantificació (SQNR o SNqR) és una mesura de qualitat àmpliament utilitzada en l'anàlisi d'esquemes digitalització com ara la modulació de codi de pols (PCM). El SQNR reflecteix la relació entre la potència nominal màxima del senyal i l'error de quantificació (també conegut com a soroll de quantificació) introduït en la conversió d'analògic a digital.
La fórmula SQNR es deriva de la fórmula general de relació senyal-soroll (SNR):
{\displaystyle \mathrm {SNR} ={\frac {3\times 2^{2n}}{1+4P_{e}\times (2^{2n}-1)}}{\frac {m_{m}(t)^{2}}{m_{p}(t)^{2}}}}
on:
{\displaystyle P_{e}} és la probabilitat d'error de bit rebut
{\displaystyle m_{p}(t)} és el nivell màxim del senyal del missatge
{\displaystyle m_{m}(t)} és el nivell mitjà del senyal del missatge
Com que SQNR s'aplica als senyals quantificats, les fórmules per a SQNR es refereixen a senyals digitals de temps discret. En lloc de {\displaystyle m(t)}, el senyal digitalitzat {\displaystyle x(n)} serà utilitzat. Per {\displaystyle N} passos de quantificació, cada mostra, {\displaystyle x} requereix {\displaystyle \nu =\log _{2}N} bits. La funció de distribució de probabilitat (pdf) representa la distribució de valors en {\displaystyle x} i es pot denotar com {\displaystyle f(x)}. El valor màxim de magnitud de qualsevol {\displaystyle x} es denota per {\displaystyle x_{max}}.
Com que SQNR, com SNR, és una relació entre la potència del senyal i una mica de potència de soroll, es pot calcular com:
{\displaystyle \mathrm {SQNR} ={\frac {P_{signal}}{P_{noise}}}={\frac {E[x^{2}]}{E[{\tilde {x}}^{2}]}}}
La potència del senyal és:
{\displaystyle {\overline {x^{2}}}=E[x^{2}]=P_{x^{\nu }}=\int _{}^{}x^{2}f(x)dx}
La potència del soroll de quantificació es pot expressar com:
{\displaystyle E[{\tilde {x}}^{2}]={\frac {x_{max}^{2}}{3\times 4^{\nu }}}}
Donant:
{\displaystyle \mathrm {SQNR} ={\frac {3\times 4^{\nu }\times {\overline {x^{2}}}}{x_{max}^{2}}}}
Quan es desitja l'SQNR en termes de decibels (dB), una aproximació útil a SQNR és:
{\displaystyle \mathrm {SQNR} |_{dB}=P_{x^{\nu }}+6.02\nu +4.77}
on {\displaystyle \nu } és el nombre de bits en una mostra quantificada, i {\displaystyle P_{x^{\nu }}} és la potència del senyal calculada anteriorment. Tingueu en compte que per cada bit afegit a una mostra, el SQNR augmenta aproximadament un 6 dB ({\displaystyle 20\times log_{10}(2)}).